# Elatostema schizodiscum
Elatostema schizodiscum es una especie de planta del género Elatostema, perteneciente a la familia Urticaceae.

## Taxonomía
Elatostema schizodiscum fue descrita por Wen Tsai Wang y Y. G. Wei en 2013.

## Distribución
Se encuentra en el territorio centro-sur de China.